# بیلی کخ
بیلی کخ (انگلیسی: Billy Koch؛ زادهٔ ۱۴ دسامبر ۱۹۷۴) بازیکن بیس‌بال اهل ایالات متحده آمریکا است.
وی در مسابقات کشوری و بین‌المللی در مجموع برندهٔ ۱ مدال برنز شده‌است.